# Ngarange
Ngarange è un villaggio del Botswana situato nel distretto Nordoccidentale, sottodistretto di Ngamiland West. Il villaggio, secondo il censimento del 2011, conta 988 abitanti.

## Località
Nel territorio del villaggio sono presenti le seguenti 8 località:
- Juiree di 11 abitanti,
- Katu di 27 abitanti,
- Mangawe,
- Nxadao di 99 abitanti,
- Sekandoko/Shandokwe/Bana di 190 abitanti,
- Sekondomboro,
- Somogwe di 56 abitanti,
- Xarobe di 76 abitanti